# Let's Have a Ball
Let's Have a Ball è un album discografico di Tyree Glenn (album accreditato a The Tyree Glenn Quintet), pubblicato dalla casa discografica Roulette Records nell'aprile del 1960.

## Tracce

### LP
Lato A
1. Love for Sale – 2:32 (Cole Porter)
2. Gimme a Little Kiss, Will Ya Huh? – 2:04 (Roy Turk, Whispering Jack Smith, Maceo Pinkard)
3. Yes Sir, That's My Baby – 2:30 (Gus Kahn, Walter Donaldson)
4. Angel Eyes – 2:11 (Earl Brent, Matt Dennis)
5. Like Someone in Love – 2:37 (Johnny Burke, Jimmy Van Heusen)
6. Stairway to the Stars – 2:40 (Mitchell Parish, Matty Malneck, Frank Signorelli)

Lato B
1. Take Your Shoes Off Baby (And Start Runnin' Through My Mind) – 2:52 (Gene Austin)
2. Yesterdays (From the RKO Motion Picture, Roberta) – 2:44 (Jerome Kern, Otto Harbach)
3. If Winter Comes (Summer Will Come Again) – 2:32 (Reginald Arkell, H.M. Tennent)
4. I've Got the World on a String – 2:45 (Ted Koehler, Harold Arlen)
5. Sometimes I'm Happy – 2:47 (Irving Caesar, Vincent Youmans)
6. If I Should Lose You – 2:34 (Leo Robin, Ralph Rainger)

## Musicisti
- Tyree Glenn – trombone
- Tommy Flanagan – pianoforte
- Mary Osborne – chitarra
- Tommy Potter – contrabbasso
- Jo Jones – batteria

Note aggiuntive
- Rudy Traylor – produttore
- Bill Hughes – foto copertina album originale
- Leonard Slonevsky – illustrazione retrocopertina album originale[3]